# Campeonato Paraibano de Futebol de 2018 - Primeira Divisão
O Campeonato Paraibano de Futebol de 2018 foi a 108.ª edição da divisão principal do futebol paraibano, disputada entre 7 de janeiro e 8 de abril  de 2018. A competição foi organizada pela Federação Paraibana de Futebol e contou com a participação de dez equipes. Ela atribuiu duas vagas para a Copa do Brasil de 2019, uma para a Copa do Nordeste de 2019 e duas vagas na Série D do Brasileiro de 2019.

## Regulamento
O campeonato está formatado como um sistema misto de turno classificatório, sendo formalmente dividido em quatro fases. A primeira fase (classificatória) será disputada no sistema de pontos corridos com turno e returno, no qual os 10 times estão divididos em dois grupos: A e B. Os times do grupo A enfrentam as equipes do grupo B em turno e returno e vice-versa. Os primeiros colocados em ambos os grupos classificam-se diretamente às semi-finais. Na segunda fase, os segundo e terceiros colocados de cada chave passam a uma fase eliminatória, para decidir as duas equipes que completam as semi-finais. As duas equipes com o pior índice técnico de cada grupo avançam a um quadrangular de descenso (apelidado de "Torneio da Morte"), em jogos de ida e volta, onde os dois últimos colocados nessa fase são rebaixados à Segunda Divisão de 2019.
A segunda, terceira (semi-finais) e quarta fase (final) são eliminatórias com jogos de ida e volta (mata-mata). Os jogos da segunda fase acontecem entre o segundo e o terceiro colocado do Grupo A e entre o segundo e o terceiro colocado do Grupo B. Em cada chave desta fase, a equipe de melhor desempenho na primeira fase tem direito ao mando de campo na segunda partida e de jogar pelo empate em pontos ganhos e saldo de gols na soma das duas partidas. Em caso de persistência do empate, avança para a próxima fase o time com melhor campanha na fase classificatória.
A terceira fase (semi-finais) é disputada nos mesmos moldes e com os mesmos critérios da segunda fase. O mesmo se repete na quarta fase (final), onde o vencedor é declarado Campeão Paraibano de Futebol de 2018.
Somente o campeão tem vaga garantida na Copa do Nordeste. Os dois finalistas tem vaga garantida na Copa do Brasil e na Série D do Brasileiro em 2019. Caso o Botafogo-PB chegue à final, o terceiro colocado conquistará a vaga na quarta divisão nacional juntamente com o outro finalista (campeão ou vice-campeão), uma vez que o Botafogo já disputará a Série C em 2018. Em caso de uma das equipes que disputará a Série D de 2018 (Campinense e Treze) ser finalista do Paraibano e posteriormente conseguir o acesso à Série C de 2019, a respectiva vaga para a Série D será repassada ao melhor colocado que não estiver classificado a nenhuma divisão nacional em 2019.
A classificação final dos clubes considera os resultados de todos os jogos disputados. O campeão será o primeiro colocado e o vice-campeão, o segundo. Os clubes que não disputarem a final do campeonato serão classificados de acordo com os resultados obtidos na primeira, segunda e terceira fase, respectivamente. Já os clubes que não avançarem para a segunda fase, a ordem de classificação será de acordo com os resultados da primeira fase.

### Critérios de desempate
Caso haja empate de pontos entre dois ou mais clubes, os critérios de desempates serão aplicados na seguinte ordem:
1. Número de vitórias
2. Saldo de gols
3. Gols marcados
4. Confronto direto
5. Número de cartões vermelhos
6. Número de cartões amarelos

## Participantes
| Equipe            | Cidade         | Em 2017 | Estádio           | Capacidade | Títulos (Último) |
| ----------------- | -------------- | ------- | ----------------- | ---------- | ---------------- |
| Atlético          | Cajazeiras     | 4º      | Perpetão          | 7 000      | 1 (2002)         |
| Auto Esporte      | João Pessoa    | 5º      | Almeidão          | 25 770     | 6 (1992)         |
| Botafogo          | João Pessoa    | 1º      | Almeidão          | 25 770     | 27 (2017)        |
| Campinense        | Campina Grande | 3º      | Amigão            | 23 000     | 21 (2016)        |
| CSP               | João Pessoa    | 8º      | Almeidão          | 25 770     | 0 (não possui)   |
| Desportiva        | Guarabira      | 2º (B)  | Sílvio Porto      | 1 540      | 0 (não possui)   |
| Nacional de Patos | Patos          | 1º (B)  | José Cavalcanti   | 4 500      | 1 (2007)         |
| Serrano           | Campina Grande | 6º      | Amigão            | 23 000     | 0 (não possui)   |
| Sousa             | Sousa          | 7º      | Marizão           | 9 500      | 2 (2009)         |
| Treze             | Campina Grande | 2º      | Presidente Vargas | 6 500      | 15 (2011)        |

## Primeira fase

### Grupo A

#### Classificação
| Classificação | Classificação     | Classificação | Classificação | Classificação | Classificação | Classificação | Classificação | Classificação | Classificação | Classificação | Classificação |
| Pos           | Times             | Pts           | J             | V             | E             | D             | GP            | GC            | SG            | %             |               |
| ------------- | ----------------- | ------------- | ------------- | ------------- | ------------- | ------------- | ------------- | ------------- | ------------- | ------------- | ------------- |
| 1             | Campinense        | 23            | 10            | 7             | 2             | 1             | 17            | 3             | +14           | 76.7          |               |
| 2             | Botafogo-PB       | 22            | 10            | 6             | 4             | 0             | 27            | 11            | +16           | 73.3          |               |
| 3             | Sousa             | 20            | 10            | 6             | 2             | 2             | 12            | 6             | +6            | 66.7          |               |
| 4             | Nacional de Patos | 19            | 10            | 6             | 1             | 3             | 9             | 6             | +3            | 63.3          |               |
| 5             | Auto Esporte-PB   | 3             | 10            | 0             | 3             | 7             | 8             | 15            | –7            | 10.0          |               |

| Desempenho | Desempenho | Desempenho | Desempenho | Desempenho | Desempenho | Desempenho | Desempenho | Desempenho | Desempenho | Desempenho |
| Pos        | 1ª         | 2ª         | 3ª         | 4ª         | 5ª         | 6ª         | 7ª         | 8ª         | 9ª         | 10ª        |
| ---------- | ---------- | ---------- | ---------- | ---------- | ---------- | ---------- | ---------- | ---------- | ---------- | ---------- |
| 1          | CAM        | CAM        | CAM        | CAM        | CAM        | CAM        | CAM        | CAM        | CAM        | CAM        |
| 2          | BOT        | BOT        | BOT        | BOT        | BOT        | NPA        | NPA        | NPA        | BOT        | BOT        |
| 3          | SOU        | NPA        | NPA        | NPA        | NPA        | BOT        | BOT        | BOT        | SOU        | SOU        |
| 4          | AUT        | SOU        | SOU        | SOU        | SOU        | SOU        | SOU        | SOU        | NPA        | NPA        |
| 5          | NPA        | AUT        | AUT        | AUT        | AUT        | AUT        | AUT        | AUT        | AUT        | AUT        |

|  |                                                       |
|  | Zona de classificação para as semifinais              |
|  | Zona de classificação para as quartas de final        |
|  | Zona de classificação para o quadrangular de descenso |

### Grupo B

#### Classificação
| Classificação | Classificação         | Classificação | Classificação | Classificação | Classificação | Classificação | Classificação | Classificação | Classificação | Classificação | Classificação |
| Pos           | Times                 | Pts           | J             | V             | E             | D             | GP            | GC            | SG            | %             |               |
| ------------- | --------------------- | ------------- | ------------- | ------------- | ------------- | ------------- | ------------- | ------------- | ------------- | ------------- | ------------- |
| 1             | Treze                 | 14            | 10            | 4             | 2             | 4             | 10            | 12            | –2            | 46.7          |               |
| 2             | CSP                   | 13            | 10            | 3             | 4             | 3             | 11            | 12            | –1            | 43.3          |               |
| 3             | Serrano-PB            | 11            | 10            | 3             | 2             | 5             | 7             | 13            | –6            | 36.7          |               |
| 4             | Atlético Cajazeirense | 8             | 10            | 2             | 2             | 6             | 9             | 16            | –7            | 26.7          |               |
| 5             | Desportiva Guarabira  | 5             | 10            | 1             | 2             | 7             | 4             | 20            | –16           | 16.7          |               |

| Desempenho | Desempenho | Desempenho | Desempenho | Desempenho | Desempenho | Desempenho | Desempenho | Desempenho | Desempenho | Desempenho |
| Pos        | 1ª         | 2ª         | 3ª         | 4ª         | 5ª         | 6ª         | 7ª         | 8ª         | 9ª         | 10ª        |
| ---------- | ---------- | ---------- | ---------- | ---------- | ---------- | ---------- | ---------- | ---------- | ---------- | ---------- |
| 1          | TRZ        | TRZ        | SER        | ATL        | TRZ        | TRZ        | TRZ        | TRZ        | TRZ        | TRZ        |
| 2          | ATL        | ATL        | TRZ        | SER        | ATL        | CSP        | CSP        | SER        | CSP        | CSP        |
| 3          | CSP        | SER        | ATL        | TRZ        | SER        | SER        | ATL        | CSP        | SER        | SER        |
| 4          | SER        | DES        | DES        | DES        | CSP        | ATL        | SER        | ATL        | ATL        | ATL        |
| 5          | DES        | CSP        | CSP        | CSP        | DES        | DES        | DES        | DES        | DES        | DES        |

|  |                                                       |
|  | Zona de classificação para as semifinais              |
|  | Zona de classificação para as quartas de final        |
|  | Zona de classificação para o quadrangular de descenso |

## Quartas de final
Em itálico, os times que possuem o mando de campo no primeiro jogo do confronto e em negrito os times classificados.
| Equipe 1   | Total | Equipe 2    | 1.º jogo | 2.º jogo |
| ---------- | ----- | ----------- | -------- | -------- |
| Sousa      | 2–3   | Botafogo-PB | 1–0      | 1–3      |
| Serrano-PB | 2–0   | CSP         | 1–0      | 1–0      |

## Fase final
|  | Semifinal   | Semifinal   | Semifinal | Semifinal |   |            | Final | Final | Final | Final |
|  |             |             |           |           |   |            |       |       |       |       |
|  | Serrano-PB  | 1           | 0         | 1         |   |            |       |       |       |       |
|  | Campinense  | 0           | 2         | 2         |   |            |       |       |       |       |
|  | Campinense  | 0           | 2         | 2         |   | Campinense | 1     | 0     | 1     |       |
|  |             |             |           |           |   | Campinense | 1     | 0     | 1     |       |
|  |             | Botafogo-PB | 0         | 2         | 2 |            |       |       |       |       |
|  | Botafogo-PB | Botafogo-PB | 0         | 2         | 2 | 2          | 1     | 3     |       |       |
|  | Botafogo-PB |             |           |           |   | 2          | 1     | 3     |       |       |
|  | Treze       | 1           | 0         | 1         |   |            |       |       |       |       |

- As Equipes em Itálico detêm os mandos de campos nas partidas de ida.
- As Equipes em Negrito estão qualificadas para as finais.

## Torneio da Morte

### Grupo R

#### Classificação
| Classificação | Classificação         | Classificação | Classificação | Classificação | Classificação | Classificação | Classificação | Classificação | Classificação | Classificação | Classificação |
| Pos           | Times                 | Pts           | J             | V             | E             | D             | GP            | GC            | SG            | %             |               |
| ------------- | --------------------- | ------------- | ------------- | ------------- | ------------- | ------------- | ------------- | ------------- | ------------- | ------------- | ------------- |
| 1             | Nacional de Patos     | 11            | 6             | 3             | 2             | 1             | 10            | 4             | +6            | 61.1          |               |
| 2             | Atlético Cajazeirense | 10            | 6             | 3             | 1             | 2             | 8             | 4             | +4            | 55.6          |               |
| 3             | Auto Esporte-PB       | 8             | 6             | 2             | 2             | 2             | 5             | 4             | +1            | 44.4          |               |
| 4             | Desportiva Guarabira  | 4             | 6             | 1             | 1             | 4             | 3             | 14            | –11           | 22.2          |               |

| Desempenho | Desempenho | Desempenho | Desempenho | Desempenho | Desempenho | Desempenho |
| Pos        | 1ª         | 2ª         | 3ª         | 4ª         | 5ª         | 6ª         |
| ---------- | ---------- | ---------- | ---------- | ---------- | ---------- | ---------- |
| 1          | ATL        | ATL        | NPA        | ATL        | ATL        | NPA        |
| 2          | AUT        | NPA        | ATL        | NPA        | NPA        | ATL        |
| 3          | DES        | DES        | DES        | AUT        | AUT        | AUT        |
| 4          | NPA        | AUT        | AUT        | DES        | DES        | DES        |

|  |                                   |
|  | Rebaixados à Segunda Divisão 2019 |

## Estatísticas

### Artilharia
| Gols | Jogador                                       | Time                  |
| ---- | --------------------------------------------- | --------------------- |
| 10   | Nando                                         | Botafogo-PB           |
| 6    | Marcos Aurélio                                | Botafogo-PB           |
| 5    | Biro Biro                                     | Auto Esporte-PB       |
| 4    | Lúcio Curió Cezinha Silva                     | Nacional de Patos     |
| 4    | Rafael Ibiapino                               | Serrano-PB            |
| 4    | Diego Neves                                   | Sousa                 |
| 4    | Rodrigo Silva Müller Fernandes                | Campinense            |
| 3    | Araújo                                        | Serrano-PB            |
| 3    | Manu                                          | Nacional de Patos     |
| 3    | Cleitinho Bruno Aleff                         | Atlético Cajazeirense |
| 3    | Raimundinho                                   | Auto Esporte-PB       |
| 3    | Gianotti                                      | Sousa                 |
| 3    | Mário Sérgio Lula                             | Botafogo-PB           |
| 3    | Hélio Paraíba                                 | CSP                   |
| 3    | William Goiano Tarcísio                       | Campinense            |
| 3    | Ebinho                                        | Desportiva Guarabira  |
| 2    | Dico Netinho Rafael Castro Hiroshi Allan Dias | Botafogo-PB           |
| 2    | Reinaldo Alagoano Vitinho                     | Treze                 |
| 2    | Marcinho                                      | Campinense            |
| 2    | Leandro Henrique Carioca                      | CSP                   |
| 2    | Esquerdinha Gleidson                          | Sousa                 |
| 2    | Jorge Mauá Saulo                              | Atlético Cajazeirense |

| Gols | Jogador                                                                          | Time                  |
| ---- | -------------------------------------------------------------------------------- | --------------------- |
| 1    | Walber Carlos Renato                                                             | Botafogo-PB           |
| 1    | Renan Duílio Jó Boy Edson Pitbull                                                | Atlético Cajazeirense |
| 1    | Guídeo Rhuan Vitor Caicó Xuxa                                                    | Nacional de Patos     |
| 1    | Jean Carlo Rafael Araújo Alex Murici Jackinha                                    | Campinense            |
| 1    | Renilson Samuel Izaías                                                           | Serrano-PB            |
| 1    | Moisés Joalisson Anderson Aleff                                                  | Desportiva Guarabira  |
| 1    | Ênio Fábio                                                                       | CSP                   |
| 1    | Júlio Barboza Ítalo Edinho Canutama Marcelinho Paraíba Fábio Neves Leonardo Luiz | Treze                 |
| 1    | Élton Ítalo Jé Jandyr Balotelli Anderson Morcego                                 | Auto Esporte-PB       |
| 1    | Jonathan Rodrigo Poty Ramon Reis                                                 | Sousa                 |

| Gols-contra | Gols-contra | Gols-contra          | Gols-contra |
| Gols        | Jogador     | Time                 | A favor de  |
| ----------- | ----------- | -------------------- | ----------- |
| 1           | Joalisson   | Desportiva Guarabira | Botafogo-PB |
| 1           | Lula        | Botafogo-PB          | Treze       |

### Maiores públicos
Dez maiores públicos pagantes do campeonato.
| Nº  | Público | Mandante    | Placar | Visitante             | Estádio          | Data          | Etapa          | Rodada     |
| --- | ------- | ----------- | ------ | --------------------- | ---------------- | ------------- | -------------- | ---------- |
| 1ª  | 9.507   | Campinense  | 2 – 0  | Treze                 | Estádio Amigão   | 4 de março    | Fase de Grupos | 10ª Rodada |
| 2ª  | 8.826   | Treze       | 1 – 0  | Campinense            | Estádio Amigão   | 28 de janeiro | Fase de Grupos | 5ª Rodada  |
| 3ª  | 7.435   | Campinense  | 1 – 0  | Botafogo-PB           | Estádio Amigão   | 5 de abril    | Final          | Ida        |
| 4ª  | 6.597   | Botafogo-PB | 1 – 1  | Treze                 | Estádio Almeidão | 21 de janeiro | Fase de Grupos | 3ª Rodada  |
| 5ª  | 6 160   | Botafogo-PB | 3 – 1  | Sousa                 | Estádio Almeidão | 15 de março   | Segunda Fase   | Volta      |
| 6ª  | 5 325   | Campinense  | 2 – 0  | Serrano-PB            | Estádio Amigão   | 25 de março   | Semifinal      | Volta      |
| 7ª  | 4.362   | Campinense  | 3 – 0  | Desportiva Guarabira  | Estádio Amigão   | 9 de janeiro  | Fase de Grupos | 1ª Rodada  |
| 8ª  | 4.197   | CSP         | 1 – 1  | Botafogo-PB           | Estádio Almeidão | 14 de janeiro | Fase de Grupos | 2ª Rodada  |
| 9ª  | 4.106   | Botafogo-PB | 4 – 1  | Atlético Cajazeirense | Estádio Almeidão | 4 de março    | Fase de Grupos | 10ª Rodada |
| 10ª | 3.916   | Serrano-PB  | 1 – 0  | CSP                   | Estádio Amigão   | 8 de março    | Segunda Fase   | Ida        |

### Médias de públicos
| Nº | Time                  | Média | Jogos | Total  |
| -- | --------------------- | ----- | ----- | ------ |
| 1  | Campinense            | 5 201 | 7     | 36 407 |
| 2  | Treze                 | 5 001 | 6     | 30 006 |
| 3  | Botafogo-PB           | 4.258 | 7     | 29 806 |
| 4  | Sousa                 | 2 149 | 6     | 12 896 |
| 5  | CSP                   | 2.092 | 6     | 12.550 |
| 6  | Nacional de Patos     | 2 032 | 8     | 16 256 |
| 7  | Serrano-PB            | 1 997 | 7     | 13 980 |
| 8  | Atlético Cajazeirense | 1 596 | 8     | 12 770 |
| 9  | Auto Esporte-PB       | 1 488 | 8     | 11 904 |
| 10 | Desportiva Guarabira  | 1 472 | 8     | 11 779 |

## Mudança de técnicos
| Clube                 | Antecessor              | Motivo     | Data            | Última partida                              | Rod | Pos | Grupo | Sucessor                | Ref.          |
| --------------------- | ----------------------- | ---------- | --------------- | ------------------------------------------- | --- | --- | ----- | ----------------------- | ------------- |
| Sousa                 | Cleibson Ferreira       | Demitido   | 14 de Janeiro   | Serrano-PB 1-0 Sousa                        | 2ª  | 4º  | A     | Jazon Vieira            | [ 7 ]         |
| Desportiva Guarabira  | Wassil Mendes           | Demitido   | 24 de Janeiro   | Desportiva Guarabira 1-4 Botafogo-PB        | 4ª  | 4º  | B     | Luciano Silva           | [ 8 ]         |
| Auto Esporte-PB       | Severino Maia           | Remanejado | 25 de Janeiro   | Atlético Cajazeirense 2-1 Auto Esporte-PB   | 4ª  | 5º  | A     | Ramiro Souza            | [ 9 ]         |
| Atlético Cajazeirense | Índio Ferreira          | Resignado  | 05 de Fevereiro | Nacional de Patos 1-0 Atlético Cajazeirense | 6ª  | 4º  | B     | Adelmo Soares           | [ 10 ]        |
| Auto Esporte-PB       | Ramiro Souza            | Resignado  | 12 de Fevereiro | Desportiva Guarabira 0-0 Auto Esporte-PB    | 7ª  | 5º  | A     | Severino Maia           | [ 11 ] [ 12 ] |
| Serrano-PB            | Suélio Lacerda          | Resignado  | 15 de Fevereiro | Sousa 2-0 Serrano-PB                        | 7ª  | 4º  | B     | Bruno Araújo (interino) | [ 13 ]        |
| Serrano-PB            | Bruno Araújo (interino) | Resignado  | 19 de Fevereiro | Serrano-PB 1-1 Auto Esporte-PB              | 8ª  | 3º  | B     | Betão                   | [ 14 ]        |
| Treze                 | Oliveira Canindé        | Demitido   | 20 de Fevereiro | Treze 2-4 Botafogo-PB                       | 8ª  | 1º  | B     | Flávio Araújo           | [ 15 ] [ 16 ] |
| Campinense            | Celso Teixeira          | Demitido   | 26 de Fevereiro | Campinense 1-1 Serrano-PB                   | 9ª  | 1º  | A     | Ruy Scarpino            | [ 17 ]        |
| Atlético Cajazeirense | Adelmo Soares           | Demitido   | 06 de Março     | Botafogo-PB 4-1 Atlético Cajazeirense       | 10ª | 4º  | B     | Éderson Araújo          | [ 18 ]        |

## Premiação
| Campeonato Paraibano de 2018              |
| João Pessoa                               |
| ----------------------------------------- |
| Botafogo-PB (30° título - 2º consecutivo) |